# Aktysteci
Aktysteci (z gr. aktistos - niestworzony). Wyłonili się w VI w. z kręgu sympatyków Juliana z Halikarnasu, założyciela herezji w nurcie monofizytyzmu - aftartodoketyzmu. Nie uznawali różnicy natur w Chrystusie, przypisując jego ciału boskie przymioty (np. nieskończoność).